# Ca l'Agustí (Sant Quintí de Mediona)
Ca l'Agustí és una casa de Sant Quintí de Mediona (Alt Penedès) inclosa a l'Inventari del Patrimoni Arquitectònic de Catalunya.

## Descripció
Edifici entre mitgeres amb planta baixa, pis i golfes. La planta baixa compta amb una porta d'entrada, amb llinda i brancals de pedra, i una finestra. El pis té dues finestres balconeres, amb balcó corregut, i una tribuna tancada amb vitralls. Les golfes tenen finestres de mida petita i quadrangulars. La façana és coronada per un tram de paret seccionat horitzontalment i coronat per una cornisa ondulant.